# Wiggert van Daalen
Wiggert Antoon van Daalen (Haarlem, 22 februari 1895 - 28 november 1968) was een Nederlands voetballer die als verdediger speelde.

## Interlandcarrière

### Nederland
Op 3 mei 1925 debuteerde Van Daalen voor Nederland in een vriendschappelijke wedstrijd tegen België (5-0 winst).
| Interlands van Wiggert van Daalen | Interlands van Wiggert van Daalen | Interlands van Wiggert van Daalen | Interlands van Wiggert van Daalen | Interlands van Wiggert van Daalen | Interlands van Wiggert van Daalen |
| №                                 | Datum                             | Wedstrijd                         | Uitslag                           | Soort Wedstrijd                   | Doelpunten                        |
| Als speler bij HFC Haarlem        | Als speler bij HFC Haarlem        | Als speler bij HFC Haarlem        | Als speler bij HFC Haarlem        | Als speler bij HFC Haarlem        | Als speler bij HFC Haarlem        |
| --------------------------------- | --------------------------------- | --------------------------------- | --------------------------------- | --------------------------------- | --------------------------------- |
| 1.                                | 3-5-1925                          | Nederland - België                | 5-0                               | Vriendschappelijk                 | 0                                 |